# モーリス・マルトノ

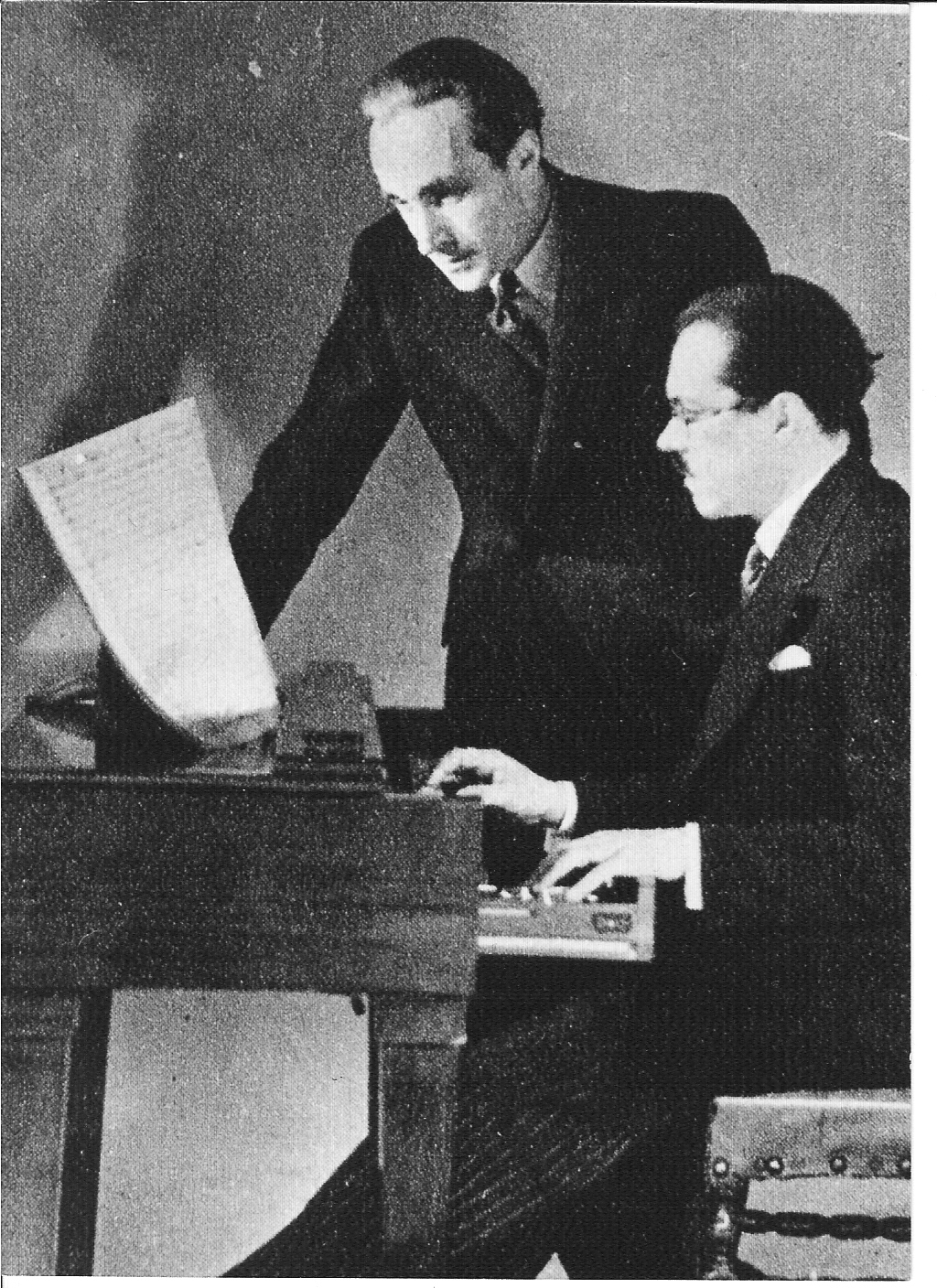
作曲家のピエール・ヴェローヌとマルトノ（着席している人物）

モーリス・マルトノ（Maurice Martenot, 1898年10月4日 - 1980年10月8日）はフランスの音楽教育者。オンド・マルトノの発明で有名。パリ生まれ。
モーリス・マルトノは幼少の頃より音楽的才能をあらわし、ピアノ、チェロ、和声および対位法を学んだ。とくに教育上の問題や最新の教育心理学を音楽教育に応用する問題に関心を持ち、音楽教育の刷新に寄与、彼が二人の姉妹とともに開発した教育法は広く評価された。その一方で、モーリス・マルトノは別の問題にも興味があった。すなわちそれは、新たな表現方法を開発することで音楽の新しい地平を開くこと、科学の発展を芸術表現に応用することでまだ誰も聞いたことの無いような音のパレットを作ることである。そうして彼は、オンド・マルトノを発明した。彼の名前を冠するこの楽器は今日では伝統ある楽器の一つとして広く認められ、コンサート、劇場、映画音楽、ラジオ、テレビで用いられ、パリ国立高等音楽・舞踊学校 (Conservatoire National Supérieur de Musique et de Danse de Paris) では専門課程を設けて教えている。

## 年譜
- 1918年　初めて電子楽器を試作
- 1928年　パリ・オペラ座で最初のリサイタル
- 1931年〜1932年　世界演奏旅行
- 1932年　ユーリ・ビルスタン (Youry Bilstin) とともに、心理音楽教育研究所 (Institut Psychopédagogique d'Éducation musicale) 設立
- 1933年　教育用楽器の発明により、レピーヌ・コンクール(fr:Concours Lépine)で金賞受賞
- 1935年　ピエール・ヴェローヌ(fr:Pierre Vellones)の作品 Split および Vitamine で最優秀レコード賞を受賞
- 1937年　 国際芸術・技術博覧会 (Exposition Internationale Arts et Techniques) で、ジネット・マルトノ (Ginette Martenot) の指揮するオンド・マルトノ・オーケストラがグランプリを受賞
- 1940年　フランス少年聖歌隊 (Maîtrises Jeune France) 指揮
- 1942年　ピエール・シェフェールとともにフランスラジオ放送 (RDF、Radio diffusion Française) の「実験スタジオ」("Studio d'Essai") の設立に参加
- 1945年　"Contrôle Artistique des Emissions" 発明
- 1947年　パリ国立高等音楽・舞踊学校にオンド・マルトノ科が開設される
- 1948年　パリ国立高等音楽・舞踊学校の舞踊クラスの学生のためのリズム教育クラス開設
- 1949年　教育上の功績でレジオンドヌール・シュヴァリエ章に叙せられる
- 1950年 　科学アカデミーにおいて物理学者ルイ・ルブランス＝ランゲ (Louis Leprince-Ringuet) 教授が和音を演奏する新しい方法について講演（マルトノ発明の電子楽器用パルムスピーカーについて）
- 1960年　小型真空管による新たなコンサート楽器発表
- 1968年　モントリオール・エコールノルマル音楽院で音楽教育について講演
- 1969年　文化省の要請に応じて、マルトノ音楽教育メソッド (Méthode d'éducation musicale Martenot) を用いた教育法についての公開講座を運営
- 1975年　レジオンドヌール・オフィシエ章をルプランス＝ランゲ教授より授かる
- 1977年　「リラックスすることー何故？どうやって?」(Se relaxer Pourquoi ? Comment ?) 出版（後の1998年に「アクティブ・リラクセーション」(La relaxation active) のタイトルで改訂される）
- 1978年　「音楽的形成の基礎原理とその応用」(Principes fondamentaux de formation musicale et leur application) 第5版（1996年に第6版）
- 1979年　オンド・マルトノのトランジスタ化に成功
- 1980年　10月8日、クリシー（パリ郊外北西部）での交通事故により死亡

## 職歴
- 教育最高諮問委員会 (Conseil Supérieur de l’Éducation Nationale) メンバー（公衆教育部門）
- フランス放送協会中央委員会元メンバー
- フランス放送協会、放送芸術管理部門元責任者（芸術管理部門は第二次世界大戦終戦・パリ解放時につくられた）
- ユネスコ技術需要委員会専門委員
- ブリュッセルでの音楽教育国際会議（1935年）フランス代表専門委員
- パリ国立音楽学校講義責任者（1947年）